# 中三依温泉
中三依温泉（なかみよりおんせん）は、栃木県日光市中三依にある温泉。男鹿川沿いにある。

## 泉質
- カルシウム・ナトリウム硫酸塩泉の冷鉱泉を加熱している。

## 男鹿の湯
地域づくりのために藤原町が温泉掘削し1992年4月に湧出した無色透明アルカリ性単純温泉、シャワー付きの男女別の内湯、休憩室などを備えていた。
中三依自治会で管理・運営していたが経営難のため2014年7月より一時休業し、公募により新運営者に引き継がれ、2016年4月16日に再オープン。これ以降、冬季（11月下旬 - 3月中旬）は冷鉱泉加温によるコスト面の問題や需要減少のため、後述のキャンプ場とともに休業することとなった。

## みよりふるさと体験村
中三依温泉駅を挟んで南北に位置するキャンプ場で、男鹿の湯を運営している。ケビンと呼ばれる貸しバンガローやテントサイト、屋外炊事場があり宿泊のほか日帰りBBQなども可能。キャンプやバンガロー利用者は男鹿の湯に無料で入浴できる。

## 中三依ファミリースキー場
かつては駅の南側に中三依ファミリースキー場があった。現在は、テントサイトとして使用している。

## アクセス
鉄道
- 野岩鉄道会津鬼怒川線：中三依温泉駅下車。

自動車
- 日光宇都宮道路今市ICより約40分。